# Dalbergia tsiandalana
Dalbergia tsiandalana är en ärtväxtart som beskrevs av René Viguier. Dalbergia tsiandalana ingår i släktet Dalbergia, och familjen ärtväxter. IUCN kategoriserar arten globalt som starkt hotad. Inga underarter finns listade i Catalogue of Life.